# لولينات

التركيب العام لقلويدات اللولينات التي تنتج في النباتات العشبية المصابة بفطريات النابوت الداخلي

لولين هو قلويد ينتمي إلى فئة 1-الأمينوبيروليزيدينات، ويُشار إلى مركباته عادة باسم (اللولينات)، وهي منتجات طبيعية نشطة حيويًا، ولها العديد من السمات البيولوجية والكيميائية المميزة.
تكون اللولينات عادةً مركبات مبيدة للحشرات ومضادة للحشرات تنتج بشكل طبيعيّ في الأعشاب المصابة بفطريات النابوت الداخلي، وتزيد اللولينات من مقاومة النباتات المصابة بالنابوت الداخلي للحشرات العاشبة، وقد تحمي أيضًا النباتات المصابة من الضغوط البيئية مثل الجفاف والمنافسة المكانية.
تكون اللولينات عبارة عن مركبات عضوية تحتوي على ذرات النيتروجين الأساسية، ويتألف تركيبها الكيميائي الأساسي من حلقة بيروليزيدين مشبعة، وأمين أولي يتصل بذرة الكربون C-1، وجسر إيثر داخلي - وهي سمة مميزة للولينات وغير شائعة في المركبات العضوية - تصل بين حلقتين بعيدتين في مواضع ذرات الكربون C- 2 وC-7 الكربون.
تنتج المستبدلات المختلفة للولينات عند موضع اتصال الأمين بذرة الكربون C-1، مثل مجموعات الميثيل، والألدهيد، والأسيتيل أنواعًا من اللولينات لها نشاط حيوي متغير ضد الحشرات. ولقد عُثر على قلويدات اللولينات في بعض الأنواع النباتية الأخرى مثل نباتات الفصيلة القرنية، وبعض نباتات الفصيلة المحمودية، بالإضافة إلى النباتات المتكافلة مع النباتات المصابة بالنابوت الداخلي.

## الاكتشاف
عُزل أحد مركبات قلويدات اللولينات لأول مرة من نبات الزوان المسكر، ثمّ حُددت تركيبته الأولية في عام 1892، وسُمي في البداية باسم تيمولين، ثم أعيدت تسميته لاحقًا باسم نورلولين. ثم أرست الدراسات التي أجراها باحثون روس في الخمسينيات والستينيات من القرن العشرين اسم لولين، وحددت الجسر المميز لهذ المركبات عند الموضعين 2.7 من الأيثر في الهيكل الجزيئي. نُقحت الطرق التحليلية لتنقية وتحليل اللولينات منذ ذلك الحين وحُددت العديد من أنواع اللولينات المختلفة في عدة أنواع من نبات الزوان المسكر والأعشاب المصابة بالنابوت الداخلي. لا توجد مركبات اللولينات في النباتات العشبية التي لا تؤوي نباتات داخلية مصابة بفطر النابوت الداخلي. لم يكن معروفًا منذ فترة طويلة ما إذا كان الفطر هو الذي ينتج مركبات اللولينات، أو إذا كان النبات يقوم بتصنيعه استجابةً لعدوى النباتات الداخلية بسبب الارتباط الوثيق بين النبات والنبتة الداخلية وصعوبة إعادة إنتاج الظروف التكافلية في المختبر، إلى أن ثبُت في عام 2001 أن النبات ينتج مركبات اللولينات في بعض وسائط النمو المحددة كيميائيًا، مما يشير إلى أن النبات الداخلي هو أيضًا منتج اللولينات في النباتات العشبية, عُثر أيضًا على مركبات اللولينات في بعض النباتات في العديد من الفصائل النباتية، مما يشير إلى أن التخليق الحيوي لهذه المركبات أكثر انتشارًا في الطبيعة.